# Kelsey Moore
Kelsey Elizabeth Moore (nacida en 1990 en Phoenix, Arizona) es una modelo de Chandler, Arizona que ganó el título de Miss Texas USA para competir en el certamen de Miss USA 2010.
Moore, residente de El Paso, Texas, se convirtió en la segunda ganadora de esa ciudad desde que Christine Friedel lo ganase en 1994. Ella también fue la primera en ganar, sin haber competido en el certamen anteriormente, y la más joven desde 2007.
Moore es una estudiante de la Universidad de Texas en El Paso y voleibolista. Anteriormente ella competía para la Savannah Christian Preparatory en el campeonato estatal de 2005 y Valley Christian High School en 2007.